# Morta Skuld
Morta Skuld ist eine Death-Metal-Band aus Milwaukee, USA. Sie spielen Old-School-Death-Metal, der im Midtempo-Bereich angesiedelt ist.

## Bandgeschichte
Die Band wurde 1990 gegründet. 1993 erhielt „Morta Skuld“ einen Plattenvertrag bei „Peaceville Records“. Diesen verlor die Band nach dem dritten Album wieder. Mit einem neuen Album wollte man einen zweiten Start versuchen, was jedoch nicht gelang.
Die Band benannte sich anschließend in „MS2“ („Morta Skuld 2“) um und spielte „Powerthrash“ der Marke Machine Head und Skinlab, löste sich aber bald darauf wieder auf.
2012 fanden sie sich dann erneut unter dem Namen „Morta Skuld“ zusammen.

## Diskografie
- 1990: Gory Departure (Demo, Independant)
- 1991: Prolong the Agony (Demo, Independant)
- 1993: Morta Skuld / Vital Remains (Split-EP mit Vital Remains, Peaceville Records)
- 1993: Dying Remains (Album, Deaf Records)
- 1994: As Humanity Fades (Album, Deaf Records)
- 1995: For All Eternity (Album, Peaceville Records)
- 1997: Surface (Album, System Shock)
- 2005: Re-Surface: The Best of Morta Skuld (Best of) (Compilation, Peaceville Records)
- 2011: Through the Eyes of Death (Compilation, Relapse Records)
- 2014: Serving Two Masters (EP, Dread Records)
- 2016:  Becoming One Flesh – The Demos (Compilation, Dread Records)
- 2017: Wounds Deeper Than Time (Album, Peaceville Records)
- 2020: Suffer for Nothing (Album, Peaceville Records)
- 2023: Nascency of the Prolific Demos 1990 (Compilation, Sewer Rot Records)
- 2023: Peace Till Death (Split mit Autopsy, Cancer und Static Abyss, Peaceville Records)
- 2024: Creation Undone (Album, Peaceville Records)